# شيدي برجلان
شيدي عز الدين دلدوم حمد برجلان (شيدي عز الدين دلدوم حمد برجلان؛ مواليد 3 أكتوبر 2002) هو لاعب كرة قدم سوداني، يشغل مركز لاعب وسط مع نادي دين بوش الهولندي، ويمثل منتخب السودان لكرة القدم.

## مسيرته مع الأندية
وُلد شيدي في ليليستاد بهولندا، وانتقل مع عائلته إلى مدينة فيخل وهو في الثالثة من عمره. بدأ ممارسة كرة القدم مع نادي Blauw Geel '38 حتى 2013، حين اكتشفه نادي دين بوش وضمّه لأكاديميته. وقع أول عقد احترافي مع دين بوش في 2024، بعد أكثر من عشر سنوات في فرق الشباب. ظهر لأول مرة مع الفريق الأول في الدوري الهولندي في 10 فبراير 2024 ضد يونج اياكس. في سبتمبر 2024، جدد عقده مع النادي حتى 2027 مع خيار التمديد لموسم إضافي، بعد اهتمام أندية أخرى بخدماته.

## مسيرته الدولية
ولد شيدي لأب سوداني وأم نصف سودانية. تم استدعاؤه لأول مرة إلى معسكر تدريب المنتخب السوداني في السعودية عام 2022، بعد انضمامه إلى دين بوش. شارك في أول مباراة دولية له في 15 أكتوبر 2023 ضد منتخب تنزانيا لكرة القدم في مباراة ودية.

### إحصاءات دولية
| المنتخب  | السنة    | عدد المباريات | الأهداف |
| -------- | -------- | ------------- | ------- |
| السودان  | 2023     | 2             | 0       |
| السودان  | 2024     | 1             | 0       |
| الإجمالي | الإجمالي | 3             | 0       |

## الجوائز والتقدير
في عام 2024، حاز شيدي على إشادة الصحافة الرياضية بعد ظهوره الرائع مع دين بوش. كما ذُكر في تقارير صحفية اهتمام بعض الأندية البلجيكية والهولندية بالتعاقد معه، لكنه فضل الاستمرار مع ناديه.

## حياته الشخصية
نشأ شيدي في بيئة متعددة الثقافات بهولندا، ويتحدث الهولندية والعربية بطلاقة. يُعرف بشخصيته الهادئة خارج الملعب، واهتمامه بالرياضة والتغذية الصحية. كما يولي اهتمامًا خاصًا بالتواصل مع أبناء الجالية السودانية في أوروبا، ودائمًا ما يعبر عن فخره بأصوله السودانية.

## الجوائز والتقدير
في عام 2024، حاز شيدي على إشادة الصحافة الرياضية بعد ظهوره الرائع مع دين بوش. كما ذُكر في تقارير صحفية اهتمام بعض الأندية البلجيكية والهولندية بالتعاقد معه، لكنه فضل الاستمرار مع ناديه.

## روابط خارجية
- شيدي برجلان على فرق كرة القدم الوطنية.كوم
- شيدي برجلان  على سكروي